# Phthiridium integrum
Phthiridium integrum är en tvåvingeart som först beskrevs av Oskar Theodor och Moscona 1954.  Phthiridium integrum ingår i släktet Phthiridium och familjen lusflugor.
Artens utbredningsområde är Egypten. Inga underarter finns listade i Catalogue of Life.